# Fran Levstik
Fran Levstik (ur. 28 sierpnia 1831 w Dolnjich Retjach, zm. 16 listopada 1887 w Lublanie) – słoweński pisarz, dramaturg, krytyk i językoznawca. 

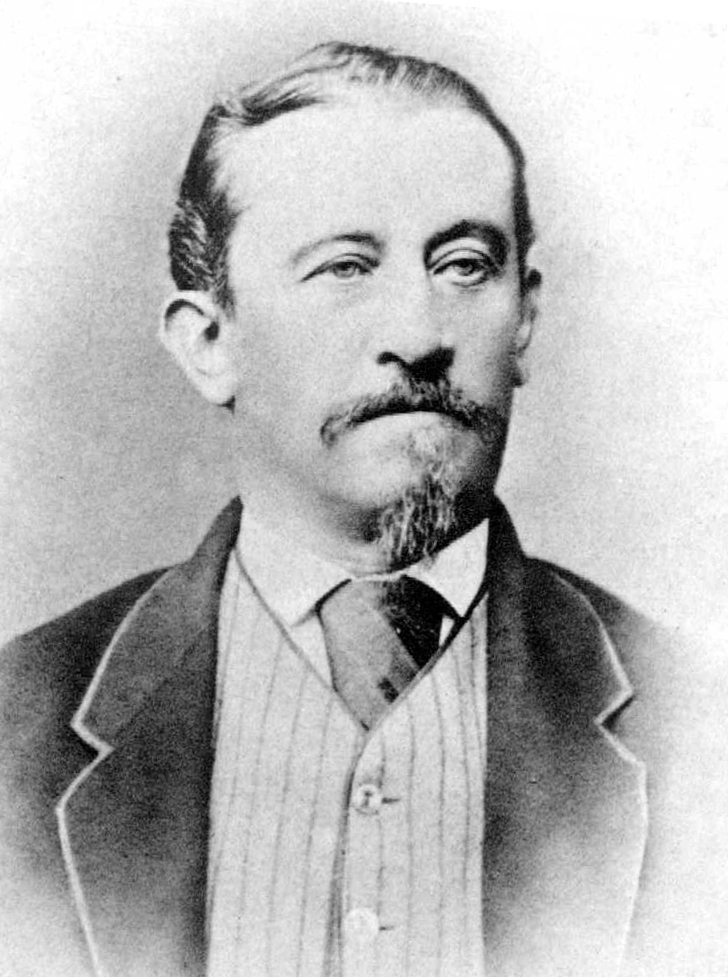

## Życiorys
Fran Levstik uchodzi za pierwszego klasyka słoweńskiej epickiej prozy. Urodził się w chłopskiej rodzinie. Uczęszczał do gimnazjum w Lublanie, matury jednak nie zdał. Przystąpił do seminarium duchownego o niemieckim, rycerskim obrządku w Ołomuńcu, jednakże musiał z niego wystąpić z powodu donosu o publikacji niemoralnych tekstów w zbiorze Pesmi. Powrócił do rodzinnej miejscowości, w której wykonywał różne prace. Rozpoczął jako prywatny nauczyciel, potem był sekretarzem czytelni, redaktorem czasopisma Naprej, sekretarzem Slovenskiej Maticy w Lublanie i redaktorem słoweńsko-niemieckiego słownika. W 1870 roku pomagał w porządkowaniu Zvona Josipovi Stritarovi, potem wykonywał jeszcze pracę redaktora przy przekładzie słoweńskim kodeksu państwowego. W 1872 roku podjął pracę w lublańskiej, licealnej bibliotece, w której pracował do śmierci. Zmarł po długotrwałej chorobie, mając 56 lat. Jego imieniem i nazwiskiem został nazwany lublański rynek i droga.

## Poezja Levstika
Jego językowe wyrażanie się nie jest bezpośrednie, przeważa bowiem w nim umysłowa analiza nad spontanicznym wyrażaniem uczuć. Główny motyw poezji to miłość, przeplatają się jeszcze motywy sztuki, życia i własnego losu. Pierwszy wiersz pt. Želje opublikował w 1849 roku. Wiersze z okresu młodzieńczego umieścił w zbiorze Pesmi. Przeważa w nim materialny stosunek do życia, ale również satyryczny (Ježa na Parnas). Podobnie jest w liryce miłosnej. W utworach Tonine pesmi miłosne przeżycie przeplatają się z opisem przyrody (V gozdu, Dve otvi, Grm). W utworach Franjine Pesmi miłosne uczucie jest wyrażone bezpośrednio, a wydarzenia są opisane w formie pamiętnikarskiej (Prošnja, Slovo). Ostatni okres twórczości Frana Levstika cechują wiersze dla dzieci (Otročje igre v pesencah). Pisał również poezję liryzowaną, np. Ubežni kralj.

## Proza Levstika
Literacko-krytyczna twórczość Levstika opierała się na klasycznych, estetycznych i artystycznych poglądach. Te poglądy przedstawił poprzez krytykę (Popotovanje iz Litije od Čateža, Napake slovenskega pisanja). Fran Levstik uprawiał tylko krótkie formy prozatorskie: opowiadania, dziennik literacki, groteska satyryczna i szkic literacki. Najbardziej znane dzieła to opowiadanie Martin Krpan z Vrha(szczyt prozatorskiego pisania) i dziennik literacki Popotovanje iz Litije od Čateža, z którego wynika, że literatura musi ukazywać charakterystyczne cechy narodowe i powinna wzbudzać uczucia narodowe i literacko kształtować. W opowiadaniu Deseti brat ukazał współczesnego człowieka – nieszczęśliwego i niepotrzebnego. Oprócz Martina Krpana znane dzieło dla młodzieży to Kdo je napravil Vidku srajčico. Powiastka opowiada o chłopcu, który pochodzi z ubogiej, wielodzietnej rodziny. Jako że jest najmłodszy, musi nosić stare i połatane ubrania. Pewnego dnia jego stara koszula przedarła się do tego stopnia, ze spadała mu z ramion. Na pomoc przybiegły mu zwierzęta. Owca dała mu wełnę, pająk tkał materiał, rak go dzielił, a ptaszek szył. Tak przeszczęśliwy chłopczyk pobiegł do domu pokazać rodzinie swoją nową koszulę. Fran Levstik sięgnął po różne gatunki literatury, jednak całościowych dzieł napisał mało, więcej fragmentów i szkiców, w wielu dziedzinach pionierskich.

## Dzieła
Proza
- Popotovanje iz Litije do Čateža
- Martin Krpan z Vrha
- Kdo je napravil Vidku srajčico
- Spomini o verah in mislih prostega naroda
- Sveti doktor Bežanec v Tožbanji vasi
- Zveženj
- Pokljuk
- Iz minule srečne mladosti

Poezja
- Povodnja deklica
- Pesmi
- Pomladni sprehod
- V gozdu
- Vzdhihljaji
- Prvi poljub
- Pomladna
- Slovo
- Sovražnikom
- Ubežni kralj
- Kako je to hudo
- Vihar
- Živipisec in Marija